# De Slimste Mens ter Wereld 2019
De Slimste Mens ter Wereld 2019 was het zeventiende seizoen van de Belgische televisiequiz De Slimste Mens ter Wereld, uitgezonden op de Vlaamse commerciële zender VIER. De quiz werd gepresenteerd door Erik Van Looy. Het seizoen werd gewonnen door Lieven Scheire.

## Kandidaten

### Alle deelnemers
| Naam                | Deelnames | Gewonnen |
| ------------------- | --------- | -------- |
| Amelie Albrecht     | 4         | 1        |
| Geike Arnaert       | 2         | 1        |
| Zouzou Ben Chikha   | 1         | 0        |
| Julie Cafmeyer      | 1         | 0        |
| Evy De Boosere      | 1         | 0        |
| Flor Decleir        | 3         | 0        |
| Erhan Demirci       | 1         | 0        |
| Sven De Ridder      | 1         | 0        |
| Sebastien Dewaele   | 4         | 0        |
| Christina De Witte  | 5         | 1        |
| Natalia Druyts      | 3         | 0        |
| Philippe Geubels    | 5         | 2        |
| Laura Govaerts      | 1         | 0        |
| André Hazes jr.     | 2         | 0        |
| Bart Hollanders     | 5         | 2        |
| Thomas Huyghe       | 6         | 5        |
| Sofie Lemaire       | 3         | 1        |
| Jeroen Meus         | 1         | 0        |
| Oliver Naesen       | 3         | 0        |
| Tinne Oltmans       | 2         | 0        |
| Bart Raes           | 1         | 0        |
| Jörgen Raymann      | 1         | 0        |
| Lieven Scheire (O)  | 8         | 7        |
| Bart Schols         | 1         | 0        |
| Astrid Stockman     | 8         | 5        |
| Mathieu Terryn      | 6         | 3        |
| Ian Thomas          | 1         | 0        |
| Jaak Van Assche     | 1         | 0        |
| Frank Vander linden | 1         | 0        |
| Lotte Vanwezemael   | 6         | 4        |
| Lauren Versnick     | 2         | 0        |
| Alex Vizorek        | 1         | 0        |
| Jelle Vossen        | 4         | 0        |
| Ann Wauters         | 1         | 0        |

(O) = de kandidaat is ongeslagen in de voorrondes.
| Kleurlegenda                     |
| -------------------------------- |
| Geplaatst voor de finaleweken.   |
| Opgevist voor de finaleweken.    |
| Speelt verder in de finaleweken. |

### Finaleweken
Doordat Lieven Scheire als beste speler de laatste reguliere aflevering van het seizoen wist te overleven, keerden dit seizoen negen spelers terug in de finaleweken. Amelie Albrecht werd opgevist als negende kandidaat en keerde samen met Christina De Witte terug in de eerste aflevering van de finaleweken.
| Terugkeer   | Naam               | Deelnames | Gewonnen | Eindrank |
| ----------- | ------------------ | --------- | -------- | -------- |
| 8           | Lieven Scheire     | 1         | 1        | Goud     |
| 7           | Astrid Stockman    | 2         | 1        | Brons    |
| 6           | Thomas Huyghe      | 3         | 1        | Zilver   |
| 5           | Lotte Vanwezemael  | 3         | 1        | 4e       |
| 4           | Mathieu Terryn     | 3         | 0        | 5e       |
| 3           | Philippe Geubels   | 3         | 2        | 6e       |
| 2           | Bart Hollanders    | 3         | 0        | 7e       |
| 1           | Christina De Witte | 1         | 0        | 10e      |
| 1           | Amelie Albrecht    | 3         | 1        | 8e       |
| Speelt door | Bart Schols        | 2         | 1        | 9e       |

## Afleveringen
| Afl         | Datum            | Winnaar aflevering | Winnaar eindspel   | Verliezer eindspel   |
| ----------- | ---------------- | ------------------ | ------------------ | -------------------- |
| 1           | 14 oktober 2019  | Philippe Geubels   | Natalia Druyts     | Ann Wauters          |
| 2           | 15 oktober 2019  | Philippe Geubels   | Natalia Druyts     | Zouzou Ben Chikha    |
| 3           | 16 oktober 2019  | Lotte Vanwezemael  | Philippe Geubels   | Natalia Druyts       |
| 4           | 17 oktober 2019  | Lotte Vanwezemael  | Philippe Geubels   | Jaak Van Assche      |
| 5           | 21 oktober 2019  | Lotte Vanwezemael  | Tinne Oltmans      | Phillippe Geubels    |
| 6           | 22 oktober 2019  | Lotte Vanwezemael  | Astrid Stockman    | Tinne Oltmans        |
| 7           | 23 oktober 2019  | Astrid Stockman    | Lotte Vanwezemael  | Jörgen Raymann       |
| 8           | 24 oktober 2019  | Geike Arnaert      | Astrid Stockman    | Lotte Vanwezemael    |
| 9           | 28 oktober 2019  | Astrid Stockman    | Sebastien Dewaele  | Geike Arnaert        |
| 10          | 29 oktober 2019  | Astrid Stockman    | Sebastien Dewaele  | Laura Govaerts       |
| 11          | 30 oktober 2019  | Astrid Stockman    | Sebastien Dewaele  | Bart Raes            |
| 12          | 31 oktober 2019  | Astrid Stockman    | Flor Decleir       | Sebastien Dewaele    |
| 13          | 4 november 2019  | Mathieu Terryn     | Flor Decleir       | Astrid Stockman      |
| 14          | 5 november 2019  | Sofie Lemaire      | Mathieu Terryn     | Flor Decleir         |
| 15          | 6 november 2019  | Mathieu Terryn     | Sofie Lemaire      | Alex Vizorek         |
| 16          | 7 november 2019  | Mathieu Terryn     | Christina De Witte | Sofie Lemaire        |
| 17          | 11 november 2019 | Christina De Witte | Mathieu Terryn     | Ian Thomas           |
| 18          | 12 november 2019 | Thomas Huyghe      | Christina De Witte | Mathieu Terryn       |
| 19          | 13 november 2019 | Thomas Huyghe      | Christina De Witte | Julie Cafmeyer       |
| 20          | 14 november 2019 | Thomas Huyghe      | Oliver Naesen      | Christina De Witte   |
| 21          | 18 november 2019 | Thomas Huyghe      | Oliver Naesen      | Frank Vander linden  |
| 22          | 19 november 2019 | Thomas Huyghe      | Amelie Albrecht    | Oliver Naesen        |
| 23          | 20 november 2019 | Bart Hollanders    | Amelie Albrecht    | Thomas Huyghe        |
| 24          | 21 november 2019 | Amelie Albrecht    | Bart Hollanders    | Erhan Demirci        |
| 25          | 25 november 2019 | Bart Hollanders    | Lieven Scheire     | Amelie Albrecht      |
| 26          | 26 november 2019 | Lieven Scheire     | Bart Hollanders    | Sven De Ridder       |
| 27          | 27 november 2019 | Lieven Scheire     | Lauren Versnick    | Bart Hollanders      |
| 28          | 28 november 2019 | Lieven Scheire     | Jelle Vossen       | Lauren Versnick      |
| 29          | 2 december 2019  | Lieven Scheire     | Jelle Vossen       | Jeroen Meus          |
| 30          | 3 december 2019  | Lieven Scheire     | Jelle Vossen       | Evy De Boosere       |
| 31          | 4 december 2019  | Lieven Scheire     | André Hazes jr.    | Jelle Vossen         |
| 32          | 5 december 2019  | Lieven Scheire     | Bart Schols        | André Hazes jr.      |
| Finaleweken |                  |                    |                    |                      |
| 33          | 9 december 2019  | Bart Schols        | Amelie Albrecht    | Christina De Witte   |
| 34          | 10 december 2019 | Amelie Albrecht    | Bart Hollanders    | Bart Schols          |
| 35          | 11 december 2019 | Philippe Geubels   | Bart Hollanders    | Amelie Albrecht      |
| 36          | 12 december 2019 | Philippe Geubels   | Mathieu Terryn     | Bart Hollanders      |
| 37          | 16 december 2019 | Lotte Vanwezemael  | Mathieu Terryn     | Philippe Geubels     |
| 38          | 17 december 2019 | Thomas Huyghe      | Lotte Vanwezemael  | Mathieu Terryn       |
| 39          | 18 december 2019 | Astrid Stockman    | Thomas Huyghe      | Lotte Vanwezemael    |
| Finale      | Finale           | Slimste Mens       | Verliezer eindspel | Verliezer aflevering |
| 40          | 19 december 2019 | Lieven Scheire     | Thomas Huyghe      | Astrid Stockman      |

## Jury
De jury bestaat uit twee juryleden, geselecteerd uit een groep van 24 mogelijke juryleden.
| Jurylid                  | Afleveringen              |
| ------------------------ | ------------------------- |
| Jeroom Snelders          | 1, 10, 16, 30, 35, 36, 40 |
| Marc-Marie Huijbregts    | 3, 4, 21, 22, 27, 28      |
| Jeroen van Koningsbrugge | 5, 6, 13, 14, 35, 36      |
| James Cooke              | 7, 11, 16, 31, 40         |
| Bart Cannaerts           | 9, 24, 32, 34, 38         |
| Jan Jaap van der Wal     | 15, 19, 23, 29, 37        |
| Sven De Leijer           | 2, 8, 23, 26              |
| Margriet Hermans         | 3, 17, 21, 39             |
| Barbara Sarafian         | 7, 14, 20, 33             |
| Rik Verheye              | 12, 17, 25, 39            |
| Karen Damen              | 4, 27, 37                 |
| Stefaan Degand           | 6, 18, 29                 |
| Geert Hoste              | 9, 19, 31                 |
| Wim Helsen               | 12, 22, 32                |
| Herman Brusselmans       | 13, 18, 30                |
| Adriaan Van den Hoof     | 1, 2                      |
| Maaike Cafmeyer          | 5, 38                     |
| Jani Kazaltzis           | 10, 20                    |
| Gert Verhulst            | 11, 28                    |
| Jelle De Beule           | 15, 25                    |
| Wim Opbrouck             | 33, 34                    |
| Frances Lefebure         | 8                         |
| Kamal Kharmach           | 24                        |
| Lukas Lelie              | 26                        |

## Bijzonderheden
- Dit seizoen bevatte het hoogste aantal juryleden ooit, namelijk 25, onder wie vijf vrouwen.[1] Er leken er evenwel maar 24 in actie te komen, want de aangekondigde Pedro Elias zetelde uiteindelijk nooit in de jury. In de laatste aflevering verscheen Jonas Geirnaert echter nog even in de jury, waardoor er toch 25 juryleden in actie kwamen dit seizoen. Geirnaert werd na een slechte grap wel nog vervangen door Jeroom Snelders.
- In het promotiefilmpje en de promotiefoto's die VIER gebruikte ter aankondiging van het seizoen werd de quiz voorgesteld als een videospelletje. Dit seizoen werd omschreven als "next level".
- Er keken in totaal zo'n 1.147.000 mensen naar de eerste aflevering van dit zeventiende seizoen, de sterkste start ooit voor de quiz sinds die op VIER loopt.
- Catherine Van Eylen en Katja Schuurman konden wegens omstandigheden uiteindelijk niet deelnemen. Zij werden vervangen door Ian Thomas en Evy De Boosere.[2] Van Eylen nam een seizoen later wel deel en won toen zelfs.
- In tegenstelling tot voorgaande seizoenen telde de ronde 3-6-9 nog slechts twaalf vragen in plaats van vijftien.
- Lieven Scheire was de eerste winnaar ooit die eerder al jurylid was in de quiz.